# Tipula (Eumicrotipula) perjovialis
Tipula (Eumicrotipula) perjovialis is een tweevleugelige uit de familie langpootmuggen (Tipulidae). De soort komt voor in het Neotropisch gebied.